# دورنبوش (فرانکفورت ام ماین)
دورنبوش (به آلمانی: Frankfurt-Dornbusch) یک منطقهٔ مسکونی در آلمان است که در فرانکفورت واقع شده‌است. دورنبوش ۱۸٬۴۱۳ نفر جمعیت دارد.